# Bad Schwartau
Bad Schwartau er en amtsfri by i det nordlige Tyskland, beliggende under Kreis Østholsten. Kreis Østholsten ligger i den østlige del af delstaten Slesvig-Holsten. Bad Schwartau er en kurby, beliggende ved floden Schwartau (som den har navn efter) umiddelbart nordvest for Lübeck.

## Nabokommuner
- Hansestadt Lübeck
- Stockelsdorf
- Ratekau

## Inddeling
I Bad Schwartau ligger ud over hovedbyen bydelene:
- Cleverbrück
- Groß Parin
- Kaltenhof
- Rensefeld
- Schwartau